# Soundex
Soundex是一种语音算法，利用英文字的读音计算近似值，值由四个字符构成，第一个字符为英文字母，后三个为数字。在拼音文字中有时会有会念但不能拼出正确字的情形，可用Soundex做类似模糊匹配的效果。例如Knuth和Kant二个字符串，它们的Soundex值都是「K530」。其在计算机科学家高德納名著《計算機程序設計藝術》都有詳細的介紹。

## 算法简要说明
- 第一步：保留第一个字母，去掉第一个字母之后的所有的a, e, i, o, u, y, h, w；

- 第二步：将英文字按以下规则替换（除第一个字符外）：

```
   b f p v -> 1
   c g j k q s x z -> 2
   d t -> 3
   l -> 4
   m n -> 5
   r -> 6
```

- 第三步：对于相邻的重复的数字只保留一个，即相邻的两个被替换为同一个数字的字母只保留一个；例外，如果在第一步驟的時候，這兩個相同數字中間有母音隔開，則這兩個重複的數字都保留(例如Tynczak為T522非T520)。並且請注意，雖然第一個字母不用翻成數字，但如果其數字和第二個數字相同，仍須把第二個數字刪除。(例如Pfister為P236非P123，Honeyman是H555非H500)

- 第四步：保留第一个字母后的三位数字，若不足三位则以0补足。

实例：
| 单词      | Soundex |
| --------- | ------- |
| Knuth     | K530    |
| Kant      | K530    |
| Jarovski  | J612    |
| Resnik    | R252    |
| Reznick   | R252    |
| Euler     | E460    |
| Peterson  | P362    |
| Jefferson | J162    |